# Arrigo Pedrollo
Arrigo Pedrollo (1878 - 1964) foi um músico, maestro e compositor italiano do seculo XX . Deu seu primeiro concerto de piano, aos seis anos de idade, na praça central de San Bonifacio de Verona. Com enorme contribuição a Musica Italiana foi o fundador do Conservatorio Arrigo Pedrollo di Vicenza.
Seu primo Antenore Pedrollo imigrou para o Brasil, casou com Catarina e foi residir inicialmente em Pau Fincado, zona rural de Santa Maria RS. Em janeiro de 1909 mudou para o local que futuramente viria a ser o municipio de Erechim aonde, com seus filhos José Owaldo Pedrollo e Ernesto Pedrollo, desenvolveu intensas atividades sociais, culturais, politicas, religiosas e musicais. Antenore, de profissão pedreiro, construi inumeras pontes ferroviarias no Rio Grande do Sul, consagrado na geopolítica brasileira.